# Château de Vantoux
Le château de Vantoux est un château du XVIIIe siècle classé situé au sud du hameau de Vantoux sur la commune de Messigny-et-Vantoux en Côte-d'Or et en Bourgogne-Franche-Comté.

## Localisation
Au nord de Dijon, le hameau de Vantoux, dans le prolongement de l'ancienne basse-cour, est fortement structuré par sa proximité.

## Historique
Depuis le XIIIe siècle, la présence d’une seigneurie et d’un château appartenant à la famille de Saix est attestée à Vantoux. En 1699, Jean de Berbisey, premier président du parlement de Dijon, entreprend sa reconstruction totale qui est achevée en 1704. Sans descendance, il lègue en 1748 le château et son hôtel de Dijon à la charge de premier président du Parlement de Dijon "pour en soutenir la dignité". En 1777, après le décès du premier président Charles de Brosses, les scellés sont apposés au château de Vantoux[réf. souhaitée]. 
En 1944 et 1945, le château fait l’objet de classements au titre des monuments historiques

## Architecture
Le château actuel, propriété privée de la comtesse Xavier de Saint-Seine, est installé sur la plate-forme de l'ancienne maison forte qui a gardé l'empreinte de huit tourelles rectangulaires périphériques et dont le cadastre garde la marque du très grand parc et de la basse-cour. Très massé, il est probable que sa conception soit due à Jules Hardouin-Mansart et que Jacques-Gabriel ou Martin de Noinville en ait assuré l'exécution[réf. souhaitée].

## Annexe